# AMD 10h
La familia  AMD 10h, o K10, es una arquitectura para microprocesadores diseñada por la empresa AMD (acrónimo Advanced Micro Devices Inc.). Los primeros productos de la familia  Opteron de tercera generación para servidores fue lanzada el 10 de septiembre de 2007, seguidos por los procesadores Phenom para equipos de escritorio el 11 de noviembre de 2007, como los sucesores de la serie de procesadores K8 (Athlon 64, Opteron, Sempron de 64 bits).

## Barcelona

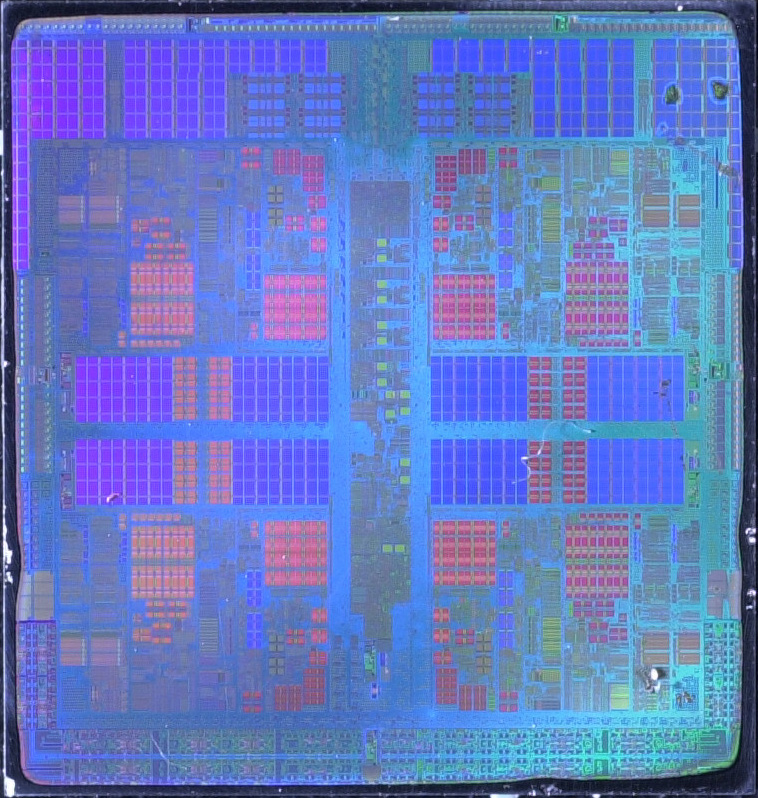
Fotografía del microprocesador Barcelona.

Barcelona es un procesador de 4 núcleos para servidores que rondará velocidades de reloj desde los 1,7 GHz hasta los 2 GHz. Con este procesador AMD renueva la lista de procesadores para servidores. Está disponible para socket AM2.
Características del procesador
- 512 KiB L2 Cache
- DDR2 10,7 GB/s
- 2 MiB L3 Cache

## Phenom
Phenom es una versión de 4 núcleos (aunque también hay algunos Phenom de 2 y 3 núcleos) para sobremesa que va dirigida a entusiastas y usuarios exigentes. Se pueden encontrar Phenom con núcleos Agena o Kuma. Pretende ser la competencia de los Core 2 Duo y de los Core 2 Quad, de Intel.
Características del procesador
- 2,4 - 2,6 GHz.
- 125 W TDP
- 256 KiB Caché L1 (por núcleo)
- 2 MiB Caché L2 (por núcleo)
- 2 MiB Caché L3 (Compartida)
- Socket 1207+ o 1207.